# Edward Potkowski
Edward Potkowski (ur. 10 maja 1934, zm. 31 lipca 2017 w Warszawie) – polski historyk, profesor nauk humanistycznych, emerytowany profesor Wydziału Historycznego Uniwersytetu Warszawskiego i Akademii Humanistycznej w Pułtusku.

## Zainteresowania naukowe
Specjalności: historia średniowieczna – powszechna i Polski, historia kultury i wierzeń, kultura piśmienna w średniowieczu, historia książki i księgozbiorów w średniowieczu, kodykologia (rękopisoznawstwo) i paleografia.

## Studia i praca zawodowa
Studia historyczne na Wydziale Filozoficzno-Historycznym Uniwersytetu Wrocławskiego (1955–1956) i w Instytucie Historycznym Uniwersytetu Warszawskiego (1956–1960), magisterium z historii (1960) i doktorat (1967) tamże pod kierunkiem prof. Tadeusza Manteuffla; półroczne studia historyczno-mediewistyczne w Paryżu (1974 – École Pratique des Hautes Études, Sciences historiques et philologiques). Habilitacja na Wydziale Historycznym UW (1979), profesor nadzwyczajny nauk humanistycznych (1989), profesor zwyczajny (1997). 
Pracował w Instytucie Historycznym UW (1963–1986), w Instytucie Informacji Naukowej i Studiów Bibliologicznych UW (1986–2004), profesor Akademii Humanistycznej im. A. Gieysztora w Pułtusku (1994–2012). Wicedyrektor Instytutu Historycznego UW (1978–1981). Dyrektor Archiwum Głównego Akt Dawnych w Warszawie (1981–1986). 
Przewodniczący Rady Naukowej Instytutu Informacji Naukowej i Studiów Bibliologicznych UW (1991-2004), kierownik Zakładu Wiedzy o Dawnej Książce w Instytucie Informacji Naukowej i Studiów Bibliologicznych UW (1994-2004), członek Rady Naukowej Instytutu Historii Nauki PAN (od 1999). Członek Zarządu Fundacji im. Aleksandra Gieysztora, członek Komitetu (Zarządu) Kasy im. J. Mianowskiego-Fundacji Popierania Nauki (1991–2009), członek Rady Naukowej tejże Fundacji (od 2010). 
Członek: Komitetu Redakcyjnego „Kwartalnika Historycznego” (1985–2003), Komitetu Redakcyjnego „Wiadomości Historycznych” (1991–1998), redakcji „Przeglądu Humanistycznego” (2010–2011).
Członek Polskiego Komitetu Programu UNESCO „Pamięć Świata” (od 1996), członek Komisji Historii Książki i Bibliotek PAN (od 2005); członek Polskiego Towarzystwa Historycznego oraz Towarzystwa Naukowego Warszawskiego (od 1988); członek Comité International de Paléographie Latine (od 1997).
Współpracował naukowo z Uniwersytetem w Tybindze (Eberhard-Karls-Universität, Institut fűr Geschichtliche Landeskunde und Historische Hilfswissenschaften) – współkierownictwo programu badawczego „Pismo i książka w średniowieczu” oraz „Kartuzi” (1994–2004); inicjator i kierownik polskiego programu badawczego „Polska pisząca w średniowieczu”. 
28 grudnia 2007 na wniosek ówczesnego burmistrza Sulmierzyc Idziego Kalinowskiego profesorowi Edwardowi Potkowskiemu Rada Miejska nadała tytuł Honorowego Obywatela Miasta Sulmierzyce. 
9 sierpnia 2017 został pochowany na Cmentarzu Wojskowym na Powązkach w Warszawie (kwatera A2-1-7).

## Ordery i odznaczenia
- Krzyż Kawalerski Orderu Odrodzenia Polski[5]
- Złoty Krzyż Zasługi[5]
- Medal Komisji Edukacji Narodowej[5]

## Publikacje (wybór)
- Książka rękopiśmienna w kulturze Polski średniowiecznej (1984)
- Le Livre manuscrit – la société – la culture dans la Pologne du bas moyen âge (XIVe-XVe s.) (1997)
- Książka i pismo w średniowieczu. Studia z dziejów kultury piśmiennej i komunikacji społecznej (2006)
- Schrift und Politik im 15. Jahrhundert. Die Anfänge politischer Publizistik in Polen, (w:) „Frűhmittelalterliche Studien” (1994)
- Cathedrales Poloniae: copistes professionels en Pologne à la fin du Moyen Age, (w:) Le Statut du scripteur au Moyen Age, ed. M.-C. Hubert (2000)
- Schriftkultur der Stettiner Kartâuser, (w:) Bűcher, Bibliotheken und Schriftkultur der Kartâser. Festgabe zum 65. Geburtstag von Edward Potkowski, ed. S. Lorenz (2002)
- Dziedzictwo wierzeń pogańskich w średniowiecznych Niemczech. Defuncti vivi (1973)
- Kościoły terytorialne i państwowe we wczesnym średniowieczu (w:) Katolicyzm wczesnośredniowieczny, red. J. Keller (1973)
- Papiestwo i państwa europejskie (XIII – XV w.), red, J. Keller (1977)
- Gott, Teufel und Schrift. Vorstellungen zu den heiligen und dâmonischen Wirkungen der Schrift im Polen des 15.-16. Jahrhunderts, (w:) Religion und Magie in Ostmitteleuropa, ed. T. Wűnsch (2006)
- Crécy - Orlean 1346-1429 (1986), seria Historyczne Bitwy
- Warna 1444 (1990, 2004), seria Historyczne Bitwy
- Grunwald 1410 (1994)
- Zakony rycerskie (1995, 2005 – wydanie albumowe)
- Heretycy i inkwizytorzy (2011)